# Zsolt Bánkuti
Zsolt Bánkuti (maďarsky Bánkuti Zsolt), (* 12. června 1975) je bývalý maďarský zápasník volnostylař. Zápasit začal v 6 letech. Začinal v pro Maďary tradičním klasickém stylu. V dorosteneckém věku byl však u něho rozpoznán talent na volný styl, na který se postupně přeorientoval. Připravoval se v klubu Csepel SC pod vedením Istvána Gulyáse. V seniorské reprezentaci se pohyboval od roku 1995. Poprvé na sebe výrazně upozornil zlepšenými výkony v roce 2000, na kvalifikaci na olympijské hry v Sydney však nedosáhl. Zlepšeného výkonu a aktuální formy využil v roce 2001 před domácím publikem k zisku titulu mistra Evropy, na který čekal maďarský volný styl osmnáct let. Úspěchy z let 2000 a 2001 však byly v jeho kariéře na mezinárodním poli světlou výjimkou. Na olympijských hrách nikdy nestartoval. Sportovní kariéru ukončil po roce 2005.